# トラバーシー諸島

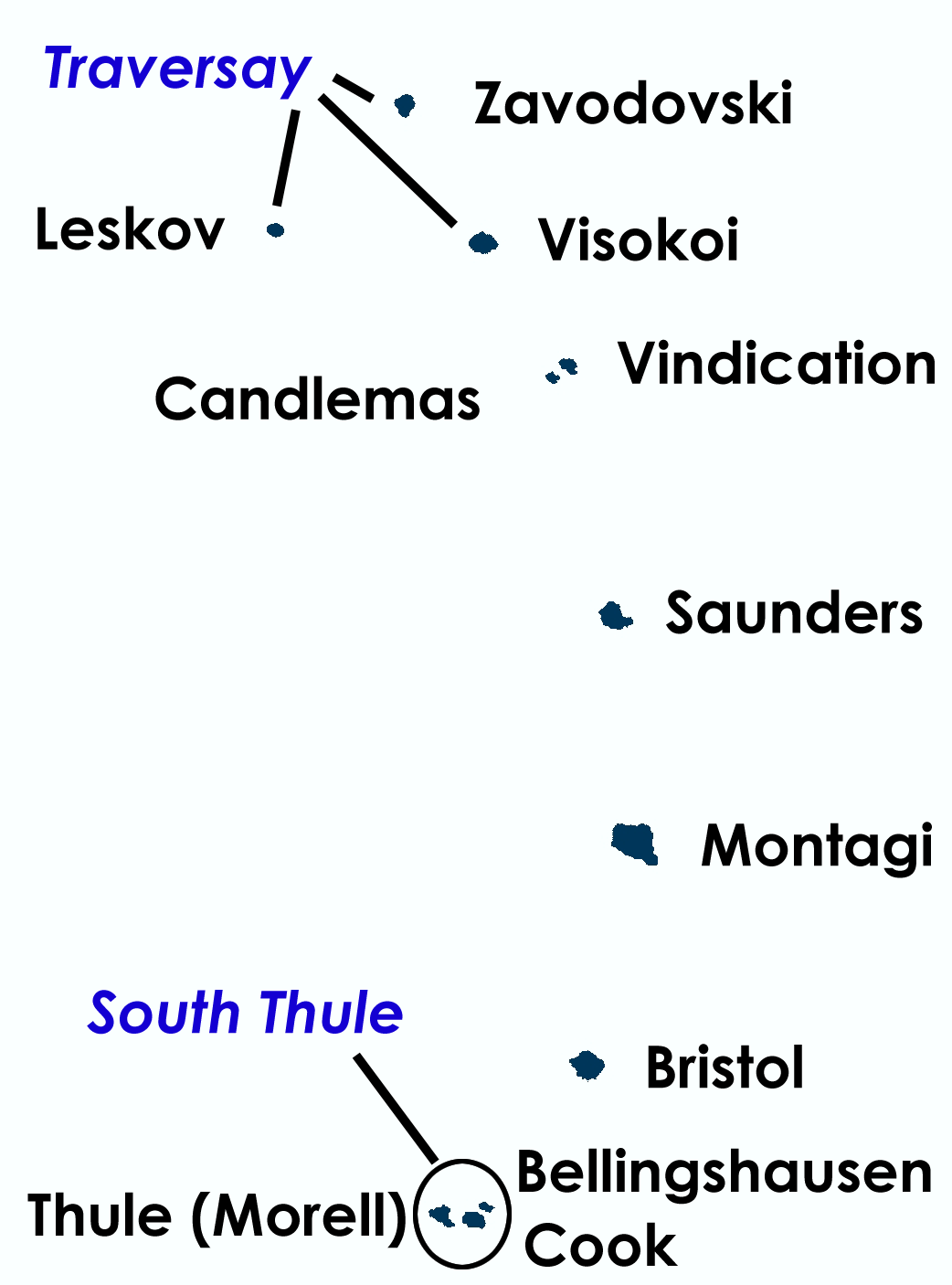
サウスサンドウィッチ諸島

トラバーシー諸島（英語: Traversay Islands）は、サウスサンドウィッチ諸島を構成する諸島で、イギリス領サウスジョージア・サウスサンドウィッチ諸島に属している。ザボドフスキー島、レスコフ島、 ビソコイ島の3島から成る。無人島。